# Gianni Sacchi

Bischofswappen von Gianni Sacchi

Gianni Sacchi (* 15. September 1960 in Trivero, Provinz Biella, Italien) ist ein italienischer  Geistlicher und römisch-katholischer Bischof von Casale Monferrato.

## Leben
Gianni Sacchi empfing am 28. April 1990 das Sakrament der Priesterweihe für das Bistum Biella.
Am 31. Juli 2017 ernannte ihn Papst Franziskus zum Bischof von Casale Monferrato. Die Bischofsweihe spendete ihm der Bischof von Biella, Gabriele Mana, am 21. Oktober desselben Jahres in der Kathedrale Santo Stefano von Biella. Mitkonsekratoren waren der Erzbischof von Vercelli, Marco Arnolfo, und sein Amtsvorgänger als Bischof von Casale Monferrato, Alceste Catella. Die Amtseinführung im Bistum Casale Monferrato fand am 29. Oktober 2017 statt.